# Bolsjoje Tokomeer
Het Bolsjoje Tokomeer (Russisch: озеро Большое Токо) is een meer in het stroomgebied van de Oetsjoer, op de grens van de Russische autonome republiek Jakoetië en de Kraj Chabarovsk, gelegen op een hoogte van 903 meter op de noordelijke hellingen van de Tokinski Stanovik (in het Stanovojgebergte) in de gelijknamige tektonische depressie, uitgediept door de eindmorene van een Laat-Kwartaire gletsjer (een van de grootste van het Russische Verre Oosten). Het stroomgebied heeft een oppervlakte van 919 km² (volgens de Grote Sovjetencyclopedie 826). Het meer zelf meet 15 bij 7,5 kilometer en heeft zodoende een oppervlakte van 32,6 km² (volgens het bestuur van kraj Chabarovsk 85). De maximale diepte bedraagt 80 meter. Het meer wordt onder andere gevoed door grondwater, neerslag en door de instroom van de rivier de Moelam (stroomgebied van de Aldan). De Oetoek ontspringt in het meer. Het meer is bevroren van ongeveer september tot mei.
De oevers van het meer en van het eindmorenecomplex erboven zijn begroeid met lariksbossen, waar diersoorten als eland, hert, bruine beer en sabelmarter voorkomen. In het meer zwemmen veel vissoorten, zoals de (Siberische) taimen, vlagzalm, grote marene, baars en snoek. Aan de oever van het meer bevindt zich een recreatiecentrum.
Het zeer diepe Gornoje Maloje Tokomeer bevindt zich in de buurt en is verbonden met het meer door een kleine stroom en de rivier de Oetoek.